# Horst Teichmann

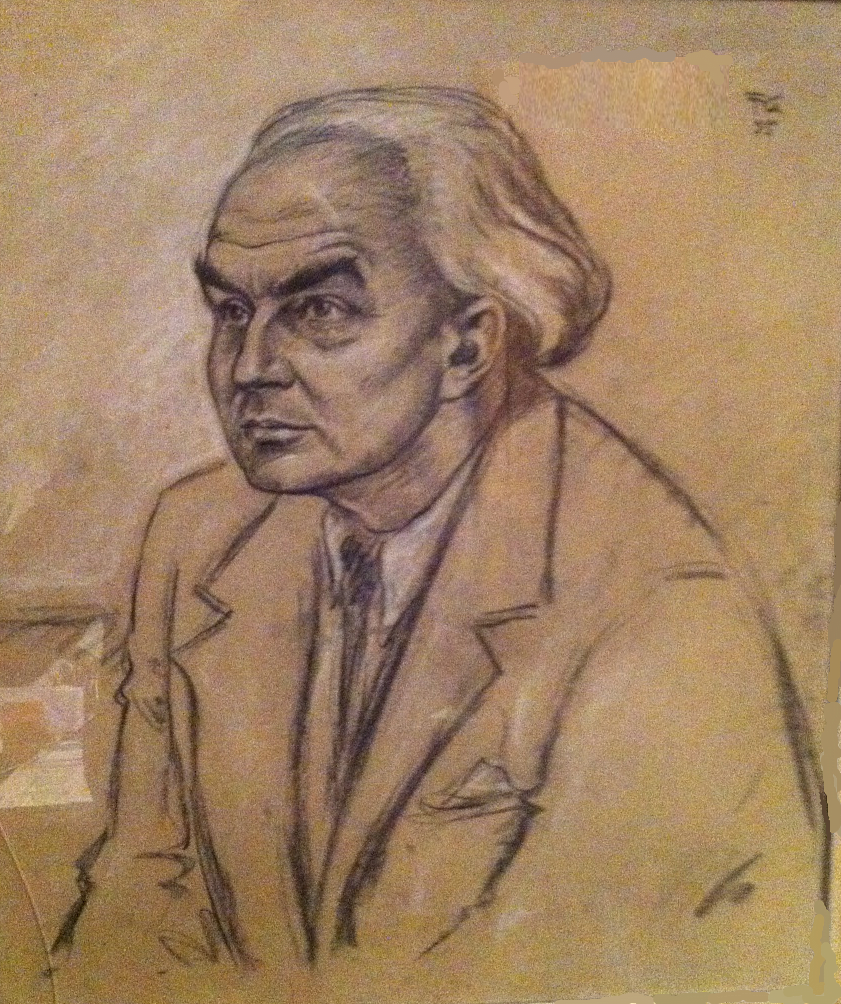
Der Physiker Horst Teichmann, 1955 - Kohlezeichnung Franz Gruss

Horst Teichmann (* 12. Januar 1904 in Dresden; † 18. September 1983 in Wertheim) war ein deutscher Physiker und Hochschullehrer.

## Leben
Teichmann besuchte ab 1914 das König-Georg-Gymnasium in Dresden, wo er 1923 das Abitur ablegte. Ab dem Sommersemester des gleichen Jahres studierte er technische Physik an der TH Dresden. Von 1926 bis 1939 war er dort Assistent am Physikalischen Institut, wo er 1929 promovierte und 1931 die Habilitation (für das gesamte Lehrgebiet der Physik) abschloss. Im November 1933 unterzeichnete er das Bekenntnis der deutschen Professoren zu Adolf Hitler. Er publizierte auch in der theoretischen Physik, z. B. zur Relativitätstheorie und Quantenphysik. - Seit den 1930er Jahren war Horst Teichmann Mitglied der Naturwissenschaftlichen Gesellschaft ISIS Dresden. Dort leitete er von 1935 bis 1940 die Sektion für Mathematik und Physik; siehe Lit. W.Voss, M.Lienert.
Seit 1939 diente er der Forschungsanstalt der Deutschen Reichspost und später der Bundespost (1944 Postrat, 1961 Oberpostrat, 1967 Oberpostdirektor, seit 1969 a. D.) in Berlin, Würzburg und Nürnberg. Von 1942 bis 1945 hatte er einen Lehrauftrag für theoretische Physik an der Universität Heidelberg, von 1948 bis 1972 an der Universität Würzburg, wo er seit 1953 Honorarprofessor war. Er war Schriftleiter der Zeitschrift Der Fernmelde-Ingenieur von 1951 bis 1983 und Hauptredakteur des Handwörterbuch des elektrischen Fernmeldewesens (1963–1970).
Am 31. März 1930 heiratete Horst Teichmann in der Christ-König Kapelle in Kötschenbroda-Niederlößnitz Brunhilde Kircher, die jüngste Tochter des Marine- und Landschaftsmalers Alexander Kircher. Aus der Ehe gingen drei Söhne hervor.

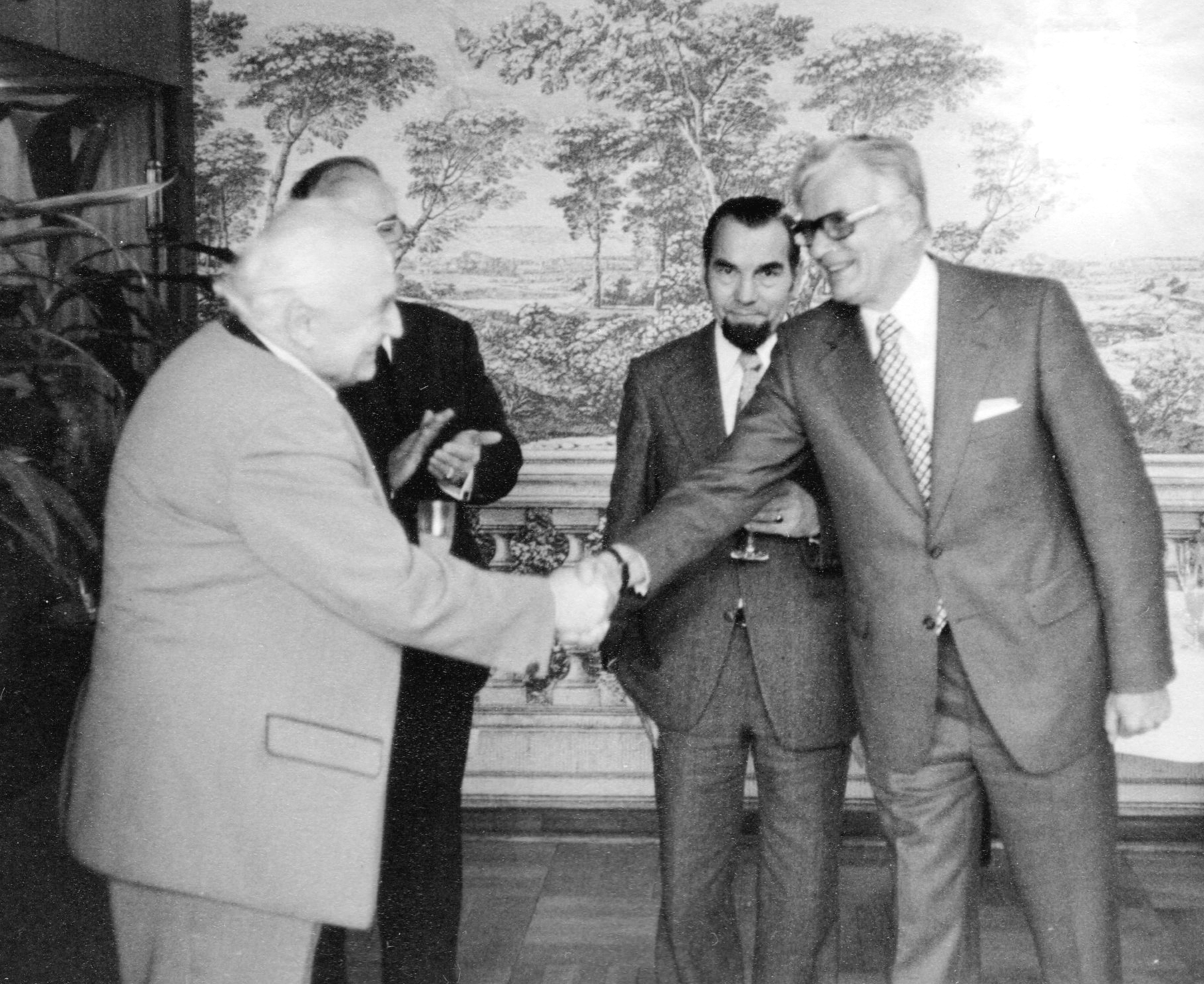
Ernst Lutterbeck am Ende seiner Laudatio für Horst Teichmann, 1973 anlässlich einer DGD-Festveranstaltung im Gesellschaftshaus des Frankfurter Palmengartens

## Auszeichnung
Horst Teichmann wurde im Dezember 1968 mit dem Verdienstkreuz am Bande der Bundesrepublik Deutschland ausgezeichnet.

## Werke (Auszug)

### Schriften und Vorträge
- 400 Jahre Universität Würzburg - Festschrift, Beitrag: „Die Entwicklung der Physik im 4. Saeculum der Universität-Würzburg“, Verlag Degener, Neustadt an der Aisch, 1982 ISBN 978-3-7686-9062-1
- Vom Wesen der Kybernetik, Vortrag im Physikalischen Institut der Universität Würzburg am 13. Juni 1977
- Angewandte Elektronik, UTB, Bde. 1 und 2 (Bde. 2 unter Mitarbeit von Wolfgang Knüpfer),[7] Dr. Dietrich Steinkopff Verlag, Darmstadt, 1975 und 1977, ISBN 978-3-7985-0397-7 und ISBN 978-3-7985-0430-1
- Kybernetik und gesellschaftlicher Fortschritt, Vortrag und Schrift, Nieders. Landeszentrale für pol. Bildung, Hannover 1972
- (mit P. Teichmann): Dokumentation in der Elektrotechnik, Moderne Verfahren zur Wissensvermittlung. Vortrag im VDE-Bezirksverein Nordbayern, Nürnberg am 11. April 1972.
- Die Enzyklopädie am Ausgang des 20. Jahrhunderts, Großlexika und Datenbank, Dokumentation anlässlich des Erscheinens von Meyers Lexikon, Bibliographisches Institut BI, Festvortrag und Schrift, Mannheim, Band 1, Ref.:2, März 1971
- Kybernetik und Dokumentation - Festvortrag, ersch. in Nachrichten für Dokumentation (DGD/NfD), Hoppenstedt, Darmstadt, ISSN 0027-7436, ZDB-ID 2069659, Vol. 18.1967, 1, S. 1–5
- Halbleiter, BI, Mannheim 1962; 3. Aufl. 1969; ISBN 978-3-411-00021-0; (auch engl. Semiconductors, 1964)
- Physikalische Anwendungen der Vektor- und Tensorrechnung.  (= BI-Hochschultaschenbücher 39). 3. Auflage. Bibliographisches Institut, Mannheim u. a. 1973, ISBN 978-3-411-00039-5, (2. Aufl. auch engl. und span. Physical applications of vectors and tensors, 1969)
- Einführung in die Atomphysik, BI, Mannheim 1959; 3. Aufl. 1966
- Informationstheoretische Betrachtungen zum Entropiebegriff, VDE - Festschrift, Nürnberg 1961
- Vom Wesen der Nachricht und ihren Übertragungsproblemen, Physikalisch-Medizinische Gesellschaft, Würzburg, Ber. Bd. 1954/55.
- Vektoralgebra und ihre Anwendungen, mit einem Überblick über die Vektoranalysis. Verlag Moritz Diesterweg, Frankfurt a. M. 1938
- Einführung in die Quantenphysik. Teubner, Leipzig 1935, neue verb. Auflage 1950
- (mit Karl Gey): Einführung in die Lehre vom Schuss (Ballistik), Leipzig / Berlin 1934
- (mit Richard Fleischer): Die lichtelektrische Zelle und ihre Herstellung. Verlag Theodor Steinkopff, Dresden 1932<, doi:10.1002/jctb.5000513906 With an Introduction by Dr. H. Dember. Wissenschaftliche Forschungsberichte Naturwissenschaftliche Reihe. Edited by Dr. R. E. Liesegang. Vol. XXVII. S. xxi + 179, S. 801
- Das elektrische Verhalten von Grenzschichten, Leipzig 1931 (= Dresdner Habilitation), online seit März 2006.
- Über die Höchstgeschwindigkeit lichtelektrischer Elektronen im selektiven Empfindlichkeitsbereich des Kaliums. Johann Ambrosius Barth Verlag, Leipzig 1929 (= Dresdner Dissertation)

### Zeitschriftenartikel
- Der gegenwärtige Stand der Kybernetik. In: Der Fernmelde-Ingenieur, Verlag für Wissenschaft und Leben, Jahrg. 32, Heft 1, Januar 1978, ISSN 0015-010X
- Fernmeldetechnik und Quantenphysik. In: Der Fernmelde-Ingenieur, Verlag für Wissenschaft und Leben, Heft 11, November 1975, ISSN 0015-010X
- Das Problem des Zufalls in naturwissenschaftlicher Sicht, UNIVERSITAS, Wissenschaftliche Verlagsgesellschaft Stuttgart, Beitrag Heft 10. 1975; in spanischer Sprache unter dem Titel: „El azar en la visión cibernética“ erschienen.
- Schwingungsfähige Systeme und ihr Stabilitätsverhalten. In: Der Fernmelde-Ingenieur, Verlag für Wissenschaft und Leben, Heft 6, Juni 1975
- (mit H. Safari): Antithetische Informationsgruppen und ihre Anwendungen. In: Der Fernmelde-Ingenieur, Verlag für Wissenschaft und Leben, Jahrg. 28, Heft 12, Dezember 1974
- Einführung in die Elektronenoptik. In: Der Fernmelde-Ingenieur, Verlag für Wissenschaft und Leben, 23. Jahrg., Heft 11, 1969
- Halbleiter. In: Bild der Wissenschaft, September 1969
- Die Kybernetik und ihre Bedeutung für unsere Zeit, UNIVERSITAS, Wissenschaftliche Verlagsgesellschaft Stuttgart, Beitrag Heft 10, 1968,[8] Dieser Artikel erschien auch in englischer und spanischer Sprache.
- Kybernetik und Dokumentation, Nachrichten für Dokumentation, 18. Jahrg. Heft 1, 1967
- Dokumentation als Mittel moderner Wissenschaft und Wissensspeicherung, UNIVERSITAS, Wissenschaftliche Verlagsgesellschaft Stuttgart, Beitrag, Heft:2, 1965; ebenso erschienen in spanischer Sprache unter dem Titel: Nuevas Perspectivas para la Documentation.
- Das elektronische Zeitalter. In: Naturwissenschaft heute, Walter W. Bähr (Hrsg.), C. Bertelsmann Verlag, 1965
- Der Entropiebegriff in der Informationstheorie, Der Fernmelde-Ingenieur, Verlag für Wissenschaft und Leben, 17. Jahrg., Heft 10, Oktober 1963
- Die Tunneldiode - Wirkungsweise und Anwendung, Der Fernmelde-Ingenieur, Verlag für Wissenschaft und Leben Georg Heidecker GmbH Erlangen, 16. Jahrg., Heft:8, 1962
- Sprachwissenschaften in neuer Sicht, Veröffentlichung der Hochschule Nürnberg, Hochschulverlag Glock und Lutz, Nürnberg, Band XIV, 1959
- Entropie und Fernwirktechnik, Nachrichtentechnische Fachberichte (NTF), VDE-Verlag, Berlin, Heft 16, 1959
- Das Gaußsche Prinzip des kleinsten Zwanges und die Möglichkeiten seiner Anwendungen auf elektrotechnische Probleme, in Electrical engineering: Archiv für Elektrotechnik; research journal Vol. 44, p. 275-278, 1959
- Nachrichtentechnik in neuer Sicht, Fernmelde-Praxis, Hrsg.: Carl J.H. Westphal, Franz Westphal Verlag, Wolfshagen, Bd. 33, S. 81, 1956
- Die Entropie als Ursache von Verwaltungs-Fehlleistungen, Fernmelde-Praxis, Hrsg.: Carl J.H. Westphal, Franz Westphal Verlag, Wolfshagen, S. 777, 1954
- Physikalische Grundlagen elektrischer Schwingungskreise, Der Fernmelde-Ingenieur, Verlag für Wissenschaft und Leben, Jahrg. 7, Heft 9, 1953
- Gedanken zur Überwindung des Relativismus in der Physik, Geist der Zeit 20, 1942.[9]
- Philipp Lenard und die theoretische Physik, in ZgN 8 (1942)
- Über einen Halbleiterphotoeffekt an Cäsiumoxyd, Zeitschrift für Elektrochemie und angewandte physikalische Chemie, Wiley-VCH Verlag, Weinheim 1938, Art. online seit Mai 2010
- A Simple Relay for Spark Counters of the Greinacher Type,[10] Nature Publishing Group London, Band 136, Nr.: 3448, S. 871–872 - 1935[11]
- The Theory of the Crystal-Photoeffect, Proceedings of the Royal Society of London Series A. Containing Papers of Mathematical and Physical Characters, v139 n837 (19330102): 105-113, Cambridge, July 1932, PDF, bibcode:1933RSPSA.139..105T.
- Über die Bedingungen, welche für das Auftreten einer selbständigen photoelektrischen Spannung notwendig sind, Zeitschrift für Physik, Band: 78, Ausgabe: 1-2, S. 21–25 - 1932, doi:10.1007/BF01342259
- Über eine an Kupfer-Kupferoxydulzellen beobachtete Temperaturabhängigkeit des Sperrschichtphotoeffektes, Zeitschrift für Physik, Band: 65, Ausgabe: 9-10, S. 709–713 - 1930, doi:10.1007/BF01391169
- (mit Alfred Kneschke): Beitrag zur systematischen Aufstellung der Analogien zwischen linearen Gleichungssystemen und Integralgleichungen. In: Zeitschrift für Physik, 1929, Band: 57, Ausgabe: 5-6, S. 394–402, doi:10.1007/BF01339626.